# Makinami (destroyer, 1942)
Pour les autres navires du même nom, voir Makinami.
Le Makinami (巻波) était un destroyer de classe Yūgumo en service dans la Marine impériale japonaise pendant la Seconde Guerre mondiale.

## Historique
Dans la nuit du 24 au 25 novembre 1943, le Makinami évacuait des troupes vers l'île de Buka lorsqu'il fut coulé à la bataille du cap Saint-George. Après avoir été touché par une torpille de l'USS Charles Ausburne (en), du Claxton (en) ou du Dyson (en), il fut achevé par des tirs des destroyers USS Converse et USS Spence, à 55 miles (89 km) à l'est-sud-est du cap Saint-George, à la position géographique 5° 14′ S, 153° 50′ E.